# Бон-Юг (кантон)
Бон-Юг (фр. Beaune-Sud) — кантон во Франции, находится в регионе Бургундия. Департамент кантона — Кот-д’Ор. Входит в состав округа Бон. Население кантона на 2006 год составляло 20 853 человека.
Код INSEE кантона — 2106. Всего в кантон Бон-Юг входят 17 коммун, из них главной коммуной является Бон.

## Коммуны кантона
- Блиньи-ле-Бон — население 1182 чел.
- Шевиньи-ан-Вальер — население 248 чел.
- Шоре-ле-Бон — население 468 чел.
- Комберто — население 447 чел.
- Корсель-лез-Ар — население 475 чел.
- Эбати — население 208 чел.
- Ладуа-Серриньи — население 1709 чел.
- Левернуа — население 257 чел.
- Мариньи-ле-Рёлле — население 187 чел.
- Мерсёй — население 660 чел.
- Мёрсанж — население 445 чел.
- Монаньи-ле-Бон — население 660 чел.
- Рюффе-ле-Бон — население 677 чел.
- Сент-Мари-ла-Бланш — население 766 чел.
- Тайи — население 195 чел.
- Виньоль (Кот-д’Ор) — население 735 чел.